# 新板橋車站特定專用區
新板橋車站特定專用區，簡稱新板特區，是位於台灣新北市板橋區的都市計畫區域，以板橋車站為中心，1990年代後期隨著萬板專案的推動而開發，新北市政府大樓亦座落於此。隨著商辦及百貨商場的陸續進駐，現已成為新北市的主要商圈之一。

## 發展背景

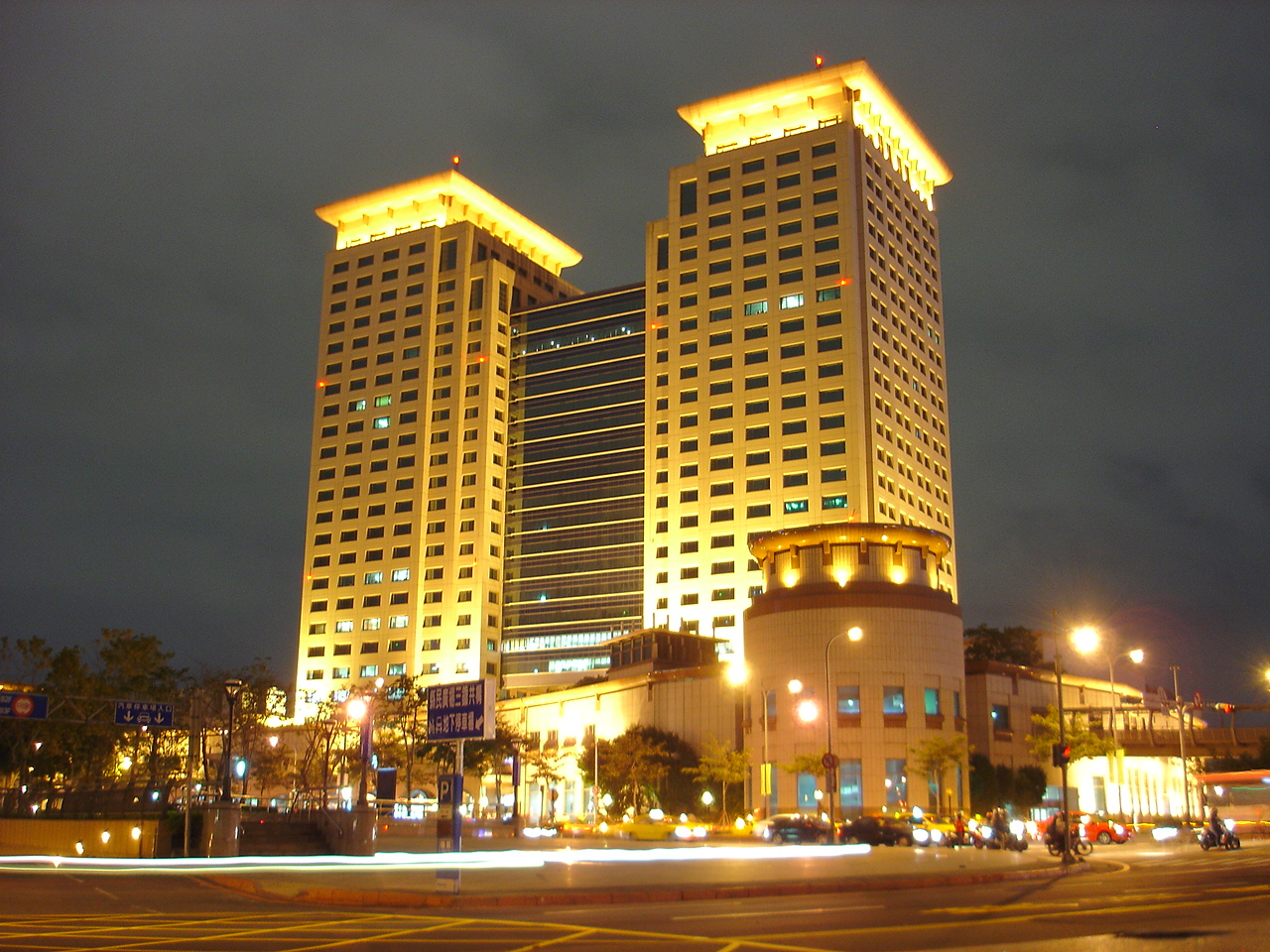
板橋車站

位於捷運府中站附近的台鐵舊板橋車站建於1952年，在尚未有台北捷運分擔台北都會區通勤運輸的1990年代之前，其每日進出客量即已高達六萬餘人次，是當時台鐵全線營運量第二多的車站，僅次於台北車站。由於舊板橋車站無法負荷成長中的乘客量，且周邊腹地有限，便於附近原臺灣省菸酒公賣局板橋酒廠（靠近文化路）與台鐵的板橋客車場、火車調度場（今縣民大道周邊）的範圍，由台北縣政府收購土地，興建新板橋車站（同時實施鐵路地下化）。上述範圍面積約19公頃，為新板特區的最早期雛形。在時任台北縣長尤清力主及排除許多抗爭的過程下，參酌國立臺灣大學建築與城鄉研究所對於台北縣城鄉發展的研究結論，將新板特區範圍及規畫升級為現今占地54公頃的淡水河西岸都會政經中心，並推動原於府中的原台北縣政府大樓遷移至此。

## 區域範圍
由板橋文化路（台三線）一段、縣民大道二段、中山路（縣道114號）一段、區運路等四條橫向道路，與漢生東路、新站路、新府路、民權路（縣道106號）四條縱向道路所圍成的「囲」字形區域，是目前狹義的新板特區範圍，面積約為54公頃。此範圍內有新北市政府及市民廣場、四鐵共構的板橋車站及大樓、萬坪都會公園、國家兒童未來館（預定地）等政府機關及公共設施，以及遠東百貨FE21'（板橋店）、大遠百（板橋店）等多家購物中心及影城 ，周邊則有板橋高中、海山高中、板橋國小、中山國中等學校及板橋第一和第二體育場區等。

## 近況發展
四鐵共構的板橋車站（高鐵、台鐵、捷運板橋線、捷運環狀線），加上附近有長途客運站及短程公車站，使得新板特區成為新北市最完善的交通樞紐。
車站對面的新北市政府（原臺北縣政府）辦公大樓於2003年1月完工，其前方的「縣民廣場」（今市民廣場）除了提供都會核心區域的大型開闊空間外，也提供大型活動舉辦之場地，至今已舉辦了包括金馬奬、亞太影展、新北市冬季系列活動（新北市歡樂耶誕城、連結台北最HIGH新年城、寒假活動、年貨大街、春節活動以及元宵燈節活動）、民歌之夜等多元重量級活動。
中山路上的遠東百貨、新站路上的大遠百MegaCity購物中心及威秀影城、第一個於車站規劃的複合式百貨環球購物中心板橋店、位於縣民大道上板信雙子星花園廣場大樓內的誠品生活新板店和板橋秀泰影城，是目前新板特區中已營運的主要商場，也因此而使得新板特區商圈成型，並成為新北市最國際化的都會型商圈。
2014年底遠東50層複合商辦大樓開始招商營運成為新北市最高的建築地標、未完成招商的麗寶百貨廣場、台電第二營運大樓、曼哈頓金融大樓也將加入營運，形成更為完整的商務辦公圈。
新板特區後方的板橋體育場舉辦過各式運動比賽及演場會、大型集會活動（因此也有把此一部分納入新板特區的說法）；文化路旁的追風廣場，原是供民眾溜冰的廣大場地，後來改建為萬坪都會公園綠化環境，形成「都會綠色軸線」的概念。
2014年宏國關係事業旗下凱撒大飯店投資60億元興建天燈國際觀光旅館，預計2017年第3季啟用，屆時將提供地上31樓，地下5樓800間國際觀光旅館及地上20樓，地下5樓337間一般觀光旅館及地上7層樓185桌宴會廳及1棟停車塔，目前已進入完工階段，完工取名新板凱撒大飯店，另外與新板凱撒大飯店共構的「新板希爾頓酒店」及「趣淘漫旅」等2間飯店也將同步開幕。

## 周邊建設
新板特區被定位成大台北淡水河西岸約250萬人口腹地的都會中心。其建設具體展現在市民廣場、萬坪都會公園等大型都會開放空間、多元的大眾運輸功能如多鐵共構車站、富實驗色彩的複式空中及地下通廊、以及新北市政府在內的行政商辦大樓。未來的國家兒童未來館及仍在討論的巨蛋運動園區BOT及數座複合購物中心，將更進一步強化其豐富性。
另外，為了強化其都會中心的功能，除了台鐵、高鐵、捷運板南線、捷運環狀線在此交會外，亦於其周邊開闢特一號及特二號兩條快速道路通過，可快速串聯國道一號及國道三號。

## 未來發展
板橋新站特定區仍處開發狀態，目前以陸續完工的高總價住宅進度較快，新北市政府及部分中央機構已進駐，並擁有全臺第一個四鐵共構的車站。正在開發的則有萬坪的都會型公園綠地、（國家兒童未來館，新十大建設計劃）、五星級觀光飯店，以及數個財團商業開發案。

## 交通

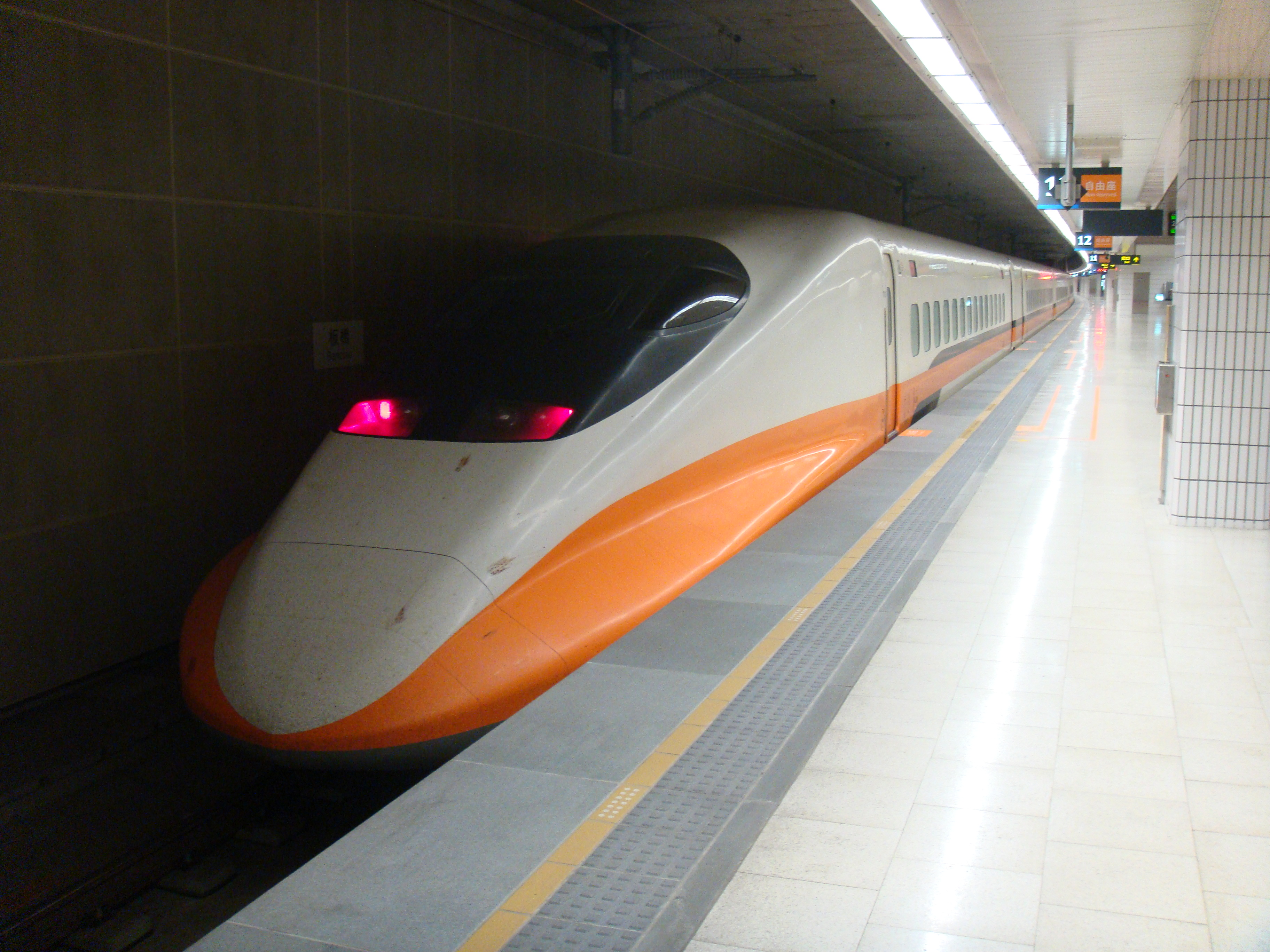
停靠在板橋車站的高鐵列車。

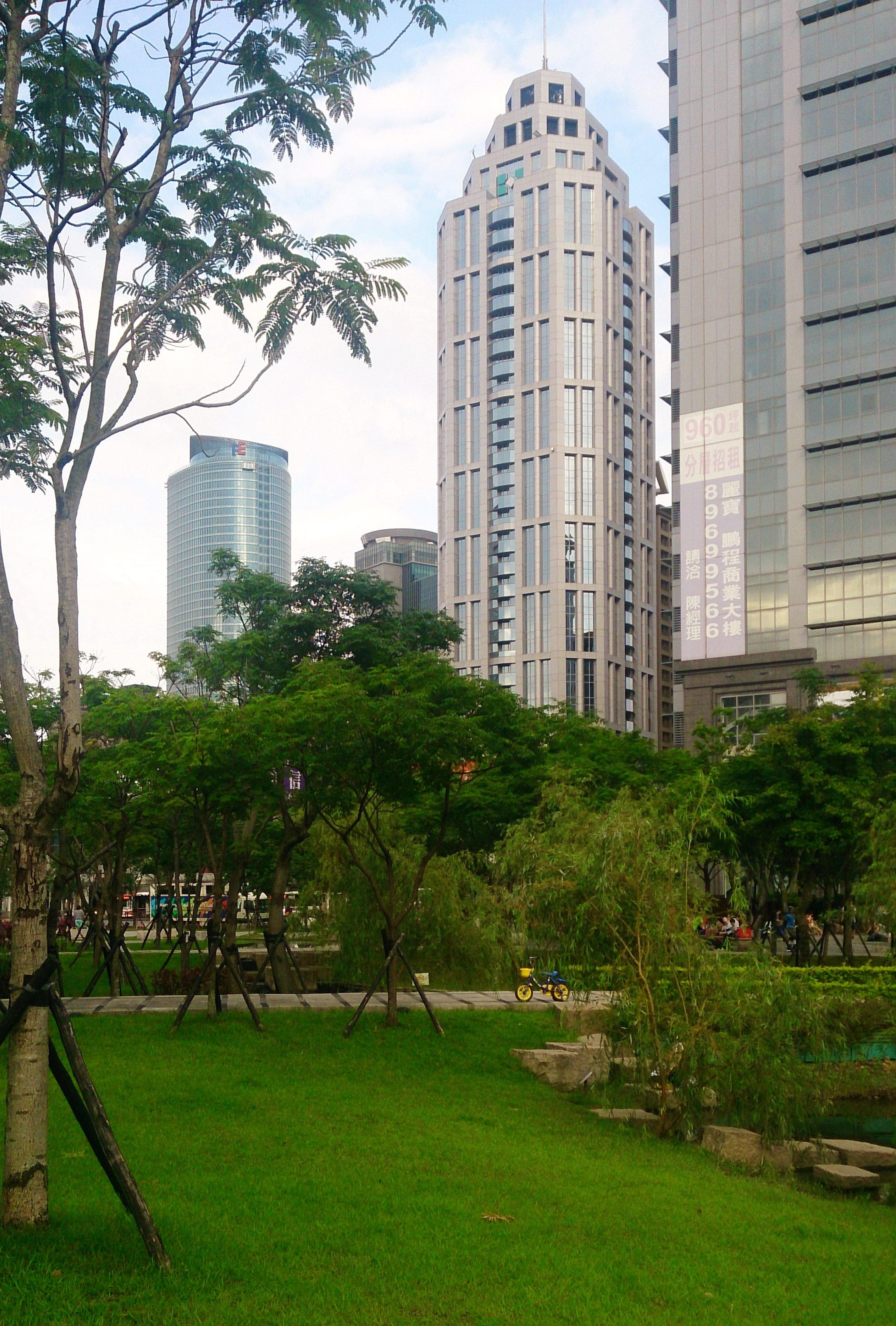
新板特區一隅

- 鐵路運輸
  - 台灣鐵路管理局
  - 縱貫線：台鐵板橋站
  - 台灣高速鐵路：高鐵板橋站
  - 台北捷運：
    -  板南線：板橋站
    -  環狀線：板橋站
- 公路運輸
  - 市區公車：新北板橋公車站
  - 國道客運：新北板橋轉運站
  - 主要幹道：
    - 台三線：文化路
    - 縣道106號：民族路、民權路
    - 縣道114號：中山路
    - 漢生東路
    - 縣民大道
- 新北市公共自行車租賃系統
  - 板橋服務中心
  - 捷運板橋(1號出口)
  - 捷運板橋(3號出口)
  - 捷運環狀線板橋站(5號出口)
  - 板橋車站
  - 板橋車站(新站路)
  - 板橋公車站
  - 新北市政府(新府路)
  - 新北市政府(新站路)
  - 夢奇地公園(文化路一段)
  - 縣民漢生東路口
  - 縣民漢生東路口(西北側)
  - 板橋福德公園
  - 新府區運路口
  - 新民民族路口

## 觀光

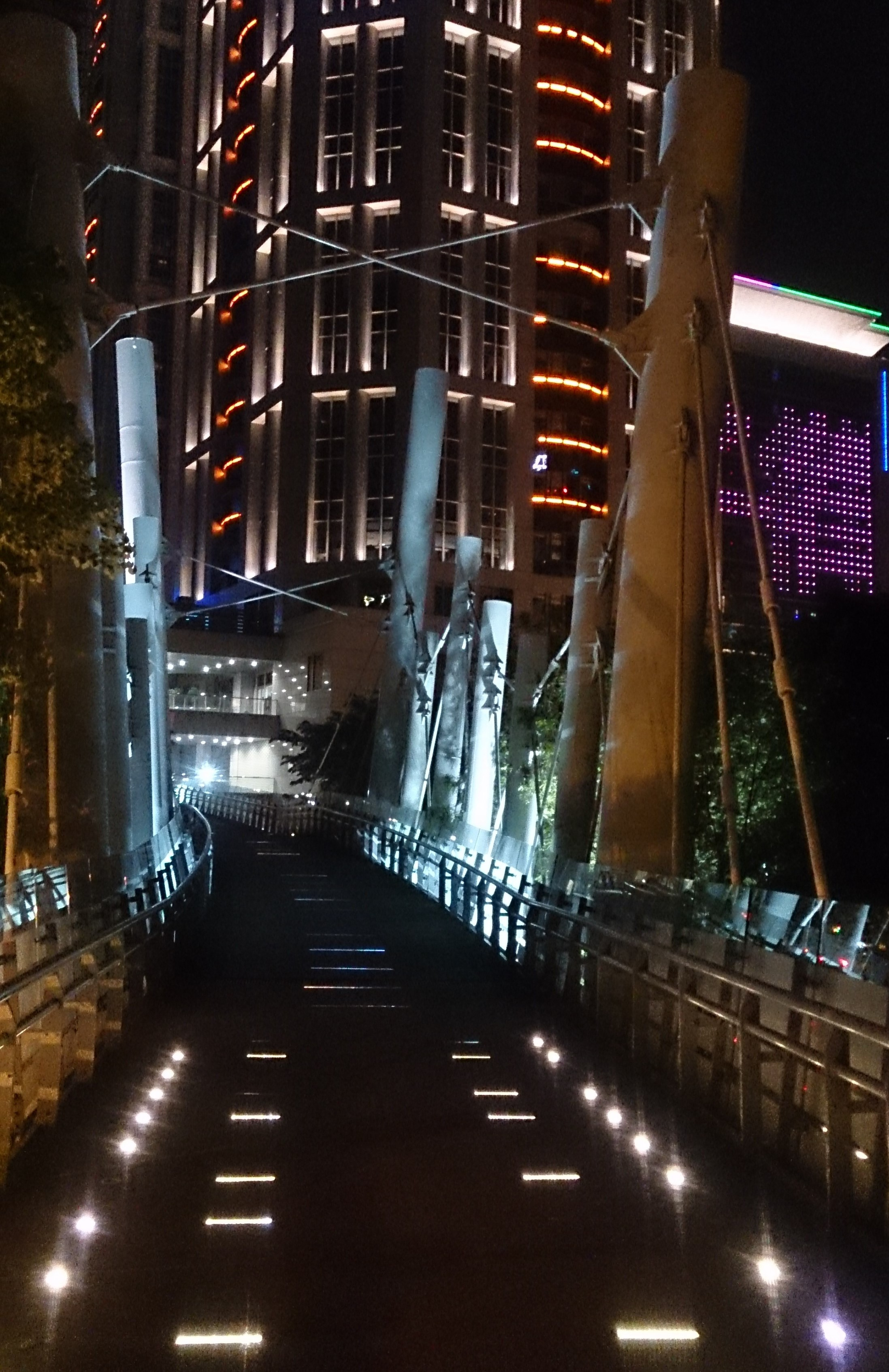
新板特區的空中走廊

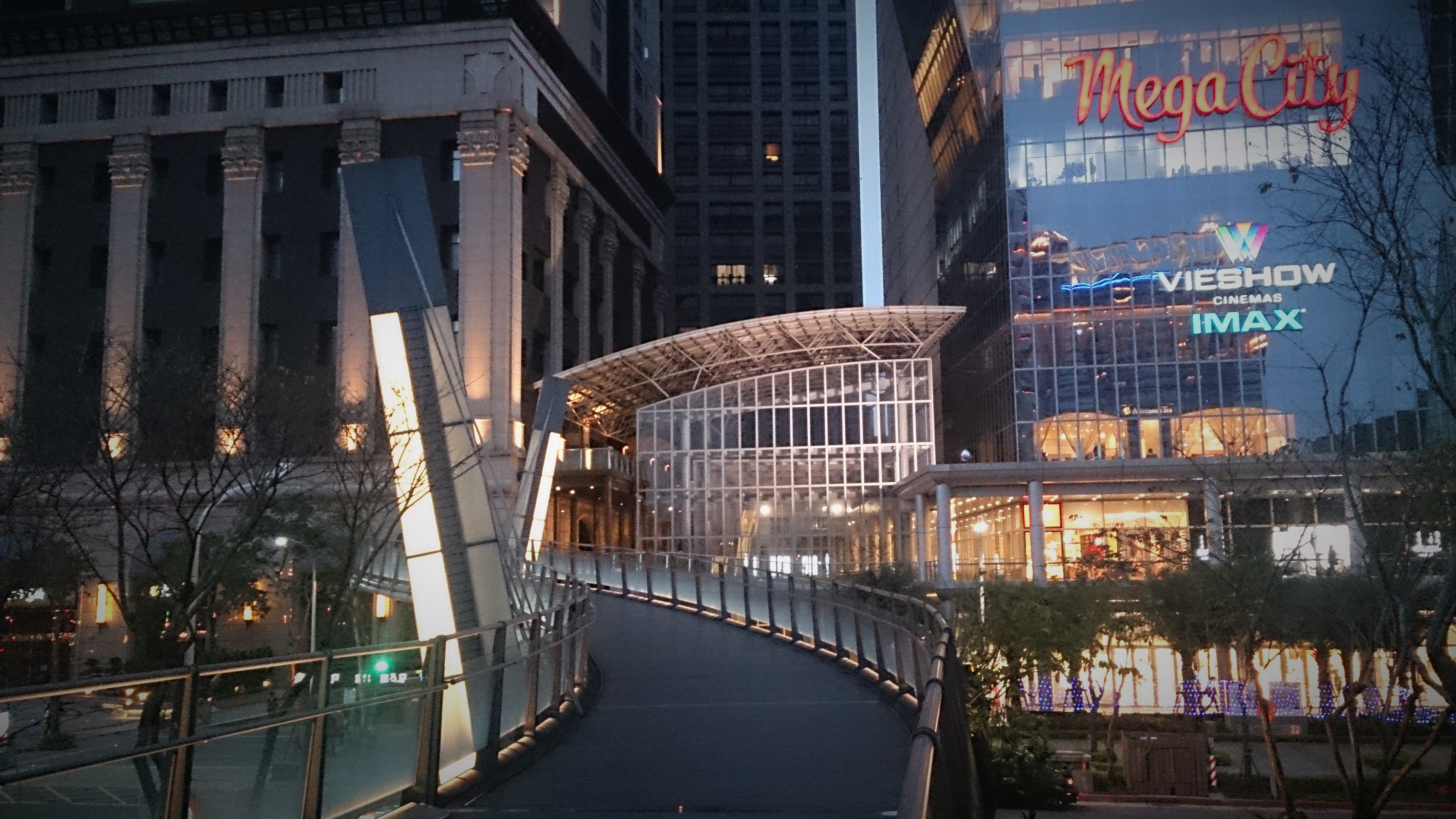
連接購物中心與飯店的空中走廊

- 新北市政府大樓觀景區
- 深丘福德宮
- 新北市市民廣場
- 人行天桥
- 萬坪都會公園
- 板橋體育場
- 府中15新北市動畫故事館
- 府中15新北市紀錄片放映院
- 板橋林本源園邸
- 板橋府中商圈
- 湳雅夜市（板橋觀光夜市）
- 國家兒童未來館(規劃中)

## 購物
- Mega City板橋大遠百及威秀影城
- 遠東百貨新概念店板橋店
- 環球購物中心板橋店
- 誠品生活新板店
- 麗寶百貨廣場及秀泰影城

## 區內住宅建案
- 板信雙子星花園廣場
- 世界花園橋峰大樓
- 謙岳
- 國家世紀館
- 巴黎16區
- 元利画世紀
- 新都廳
- 權世界
- 史丹佛
- 國鼎
- 領御
- 東方富域
- 東方明珠
- 超級F1
- 皇翔高更
- 台北官邸
- 華府DC

## 主要建築及高層住宅列表
特專一為都市更新區塊。
| 分區   | 區塊 | 建築名稱                              | 樓層數 | 高度(m) | 樓板面積(m2) | 狀態 | 啟用年度 | 用途             | 備註   |
| ------ | ---- | ------------------------------------- | ------ | ------- | ------------ | ---- | -------- | ---------------- | ------ |
| 機一   | -    | 新北市政府大樓                        | 33     | 140.5   | 159,508.29   | 完工 | 2003年   | 市政             | [ 6 ]  |
| 機二   | -    | 新北市政府稅捐稽徵處                  | 10     | 38.3    | 23,126.82    | 完工 | 2001年   | 市政             | [ 7 ]  |
| 車一   | -    | 板橋車站                              | 25     | 116.8   | 310,207      | 完工 | 1999年   | 交通             | [ 8 ]  |
| 特專一 | 1-1  | 謙岳                                  | 26     | 122.3   | 26,363.09    | 完工 | 2013年   | 住宅             | [ 9 ]  |
| 特專二 | 2-1  | 麗寶百貨廣場 （板橋秀泰影城）         | 16     | 98.95   | 58,979.47    | 完工 | 2010年   | 商場             | [ 10 ] |
| 特專二 | 2-1  | 台電新民辦公大樓                      | 17     | 93.8    | 48,192.54    | 完工 | 2015年   | 市政             | [ 11 ] |
| 特專二 | 2-2  | 史丹佛                                | 24     | 93.7    | 55,553.61    | 完工 | 2007年   | 住宅             | [ 12 ] |
| 特專二 | 2-2  | 板信雙子星花園廣場 （誠品生活新板店） | 34     | 182.93  | 100,670.03   | 完工 | 2009年   | 商場、辦公、住宅 | [ 13 ] |
| 特專二 | 2-2  | 新光人壽新板金融大樓                  | 17     | 78.95   | 26,874.31    | 完工 | 2017年   | 辦公             | [ 14 ] |
| 特專二 | 2-2  | 飯店BOT (凱撒、希爾頓、趣淘漫旅)      | 31     | 140.5   | 92,561.895   | 完工 | 2017年   | 旅館             | [ 15 ] |
| 特專二 | 2-3  | 權世界                                | 25     | 94.6    | 43,018.55    | 完工 | 2008年   | 住宅             | [ 16 ] |
| 特專二 | 2-3  | 國鼎大廈                              | 28     | 106.35  | 45,227.36    | 完工 | 2009年   | 住宅             | [ 17 ] |
| 特專二 | 2-3  | 元利畫世紀                            | 29     | 108.55  | 43,602.65    | 完工 | 2009年   | 住宅             | [ 18 ] |
| 特專二 | 2-3  | 新都廳                                | 23     | 98.3    | 17,195.16    | 完工 | 2010年   | 住宅             | [ 19 ] |
| 特專二 | 2-3  | 東方富域                              | 30     | 126.8   | 81,589.31    | 完工 | 2010年   | 住宅             | [ 20 ] |
| 特專二 | 2-3  | Mega City板橋大遠百 （板橋威秀）      | 13     | 68      | 131,730.59   | 完工 | 2011年   | 商場             | [ 21 ] |
| 特專二 | 2-3  | 領御                                  | 29     | 108.5   | 31,637.25    | 完工 | 2012年   | 住宅             | [ 22 ] |
| 特專二 | 2-3  | 板橋大遠百二期辦公大樓 （百揚大樓）   | 50     | 220.6   | 122,929.02   | 完工 | 2013年   | 商場、辦公       | [ 23 ] |
| 特專二 | 2-4  | 遠東百貨板橋中山店                    | 13     | 59.4    | 64,136.06    | 完工 | 2000年   | 商場             | [ 24 ] |
| 特專二 | 2-5  | 超級F1大廈                            | 24     | 100.6   | 50,028.23    | 完工 | 2008年   | 住宅             | [ 25 ] |
| 特專二 | 2-5  | 東方明珠                              | 28     | 108.72  | 38,276.96    | 完工 | 2009年   | 住宅             | [ 26 ] |
| 特專二 | 2-5  | 曼哈頓金融中心                        | 22     | 98.9    | 37,648.86    | 完工 | 2013年   | 辦公             | [ 27 ] |
| 特專二 | 2-6  | 國家世紀館                            | 29     | 107.94  | 85,761.57    | 完工 | 2007年   | 住宅             | [ 28 ] |
| 特專二 | 2-6  | 巴黎十六區                            | 28     | 108.35  | 66,966.05    | 完工 | 2009年   | 住宅             | [ 29 ] |
| 特專二 | 2-6  | 世界花園橋峰                          | 37     | 146.1   | 170,872.1    | 完工 | 2010年   | 住宅             | [ 30 ] |

## 外部連結
- （繁體中文）（英文）新北市政府 （页面存档备份，存于）
- （繁體中文）板橋區公所 （页面存档备份，存于）
- （繁體中文）新北市政府新聞局 （页面存档备份，存于）
- （繁體中文）新北市政府城鄉發展局 （页面存档备份，存于）